# Alcaudete
Alcaudete – gmina w Hiszpanii, w prowincji Jaén, w Andaluzji, o powierzchni 236,81 km². W 2011 roku gmina liczyła 11 139 mieszkańców.